# Trachycosmus
Trachycosmus es un género de arañas de la familia Trachycosmidae.

## Especies
- Trachycosmus allyn Platnick, 2002
- Trachycosmus cockatoo Platnick, 2002
- Trachycosmus sculptilis Simon, 1893
- Trachycosmus turramurra Platnick, 2002